# Деньги (фильм)
«Деньги» — последний фильм Робера Брессона. Вдохновлён рассказом Льва Толстого «Фальшивый купон». Премьера картины состоялась 16 мая 1983 года на 36-м Каннском кинофестивале, где Брессон получил Приз за лучшую режиссёрскую работу.
В фильме находит отражение характерные черты стиля режиссёра: использование актёров-непрофессионалов, лаконичность диалогов, аскетичность и практически полное отсутствие движения камеры.

## Сюжет
Фальшивая 500-франковая купюра, которую один молодой мошенник даёт взамен часов другому молодому мошеннику в конце своего путешествия, попадает к молодому рабочему Ивону Таржу. Несправедливо обвинённый в сбыте фальшивки, он теряет работу, что становится началом падения, которое приведёт его к преступлениям и убийству.

## В ролях
- Кристиан Пате — Ивон Тарж
- Венсан Ристеруччи — Люсьен
- Каролина Ланг — Элиза
- Сильви ван ден Эльсен — девушка
- Беатрис Табурен — фотограф
- Дидье Босси — фотограф
- Марк Эрнест Форно — Норбер
- Брюно Лапере — Марсьяль
- Франсуа-Мари Банье

## Премии и награды

### Награды
- 1983 — Каннский фестиваль — Приз ФИПРЕССИ (Большая специальная премия ассоциации кинокритиков) — Робер Брессон (вместе с Андреем Тарковским, фильм «Ностальгия»)
- 1985 — Национальная премия кинокритиков США — Лучший режиссёр — Робер Брессон

### Номинации
- 1983 — Каннский фестиваль — Золотая пальмовая ветвь
- 1984 — Сезар — Лучший звук